# Estación de Manises (Metrovalencia)
Manises es una estación de las líneas 3, 5 y 9 de Metrovalencia que se encuentra en el municipio de Manises. 
Fue inaugurada el 18 de abril de 2007 con la prolongación del metro hasta el Aeropuerto de Valencia y reinaugurada en el año 2015 con la inauguración de la línea 9 hacia Ribarroja del Turia. Está situada en la Avenida de la Generalitat Valenciana, junto a la antigua estación de cercanías que daba servicio al municipio, fuera de servicio desde unos años antes de la llegada del metro a la localidad. 
La estación consta de dos vías separadas por un andén.